# Mayqayyng
Mayqayyng är en ort i Kazakstan.   Den ligger i oblystet Pavlodar, i den nordöstra delen av landet, 300 km öster om huvudstaden Astana. Mayqayyng ligger 258 meter över havet och antalet invånare är 7 695.
Terrängen runt Mayqayyng är platt.  Trakten runt Mayqayyng är nära nog obefolkad, med mindre än två invånare per kvadratkilometer. Trakten runt Mayqayyng består i huvudsak av gräsmarker.